# Vila Salvador Romeu
Vila Salvador Romeu é um bairro da Zona Nordeste de São Paulo, situado no distrito de Vila Guilherme. É administrado pela Subprefeitura de Vila Maria-Vila Guilherme.